# Episodi di Free Rein (prima stagione)
La prima stagione della serie televisiva Free Rein, composta da 10 episodi, è stata interamente pubblicata il 22 giugno 2017 sul servizio on demand Netflix in tutti i paesi in cui è disponibile.
| nº | Titolo originale | Titolo italiano                    | Pubblicazione UK | Pubblicazione Italia |
| -- | ---------------- | ---------------------------------- | ---------------- | -------------------- |
| 1  | Episode 1        | Raven                              | 22 giugno 2017   | 22 giugno 2017       |
| 2  | Episode 2        | Primo piano                        | 22 giugno 2017   | 22 giugno 2017       |
| 3  | Episode 3        | Spiando Pin                        | 22 giugno 2017   | 22 giugno 2017       |
| 4  | Episode 4        | Il maneggio dei pony!              | 22 giugno 2017   | 22 giugno 2017       |
| 5  | Episode 5        | Il pigiama party                   | 22 giugno 2017   | 22 giugno 2017       |
| 6  | Episode 6        | La giustiziera di ladri di cavalli | 22 giugno 2017   | 22 giugno 2017       |
| 7  | Episode 7        | Emerald                            | 22 giugno 2017   | 22 giugno 2017       |
| 8  | Episode 8        | Il ballo del pony                  | 22 giugno 2017   | 22 giugno 2017       |
| 9  | Episode 9        | In cerca di Raven                  | 22 giugno 2017   | 22 giugno 2017       |
| 10 | Episode 10       | La resa dei conti                  | 22 giugno 2017   | 22 giugno 2017       |